# Carlos Nvomo
Carlos Nvomo Mangue (sinh ngày 13 tháng 5 năm 1983 ở Bata) là một tiền vệ bóng đá người Guinea Xích Đạo, thi đấu cho Deportivo Mongomo ở First Division.

## Sự nghiệp quốc tế
Bố anh là người Guinea Xích Đạo và mẹ là người Cameroon nên anh có thể thi đấu ở các quốc gia đó cấp độ quốc tế. Nvomo chọn đại diện cho quốc gia nơi sinh của anh. Anh thi đấu cho Đội tuyển bóng đá quốc gia Guinea Xích Đạo, ở Vòng loại World Cup 2010 trước Nam Phi và trong trận giao hữu trước Mali.